# إيرني بيم (لاعب كرة قدم)
إيرني بيم (بالإنجليزية: Ernie Pym)‏ هو لاعب كرة قدم بريطاني في مركز الوسط، ولد في 23 مارس 1935، وتوفي في 22 أكتوبر 2004. لعب مع نادي توركي يونايتد.